# Costa Rica en la Copa América Centenario
La Selección de fútbol de Costa Rica fue una de las 16 selecciones que participaron en la Copa América Centenario. Esta fue su quinta participación en esta competencia después de su primera aparición en Bolivia 1997. Mediante el sorteo llevado a cabo el 21 de febrero de 2016, se definió que los costarricenses fueron ubicados en el Grupo A, junto con Paraguay, Estados Unidos y Colombia.
El equipo centroamericano logró la clasificación al torneo tras coronarse campeón de la Copa Centroamericana 2014.

## Clasificación
La Unión Centroamericana de Fútbol (UNCAF) realizó la Copa Centroamericana a inicios de septiembre de 2014. La escuadra costarricense, inicialmente dirigida por Paulo Wanchope, quedó situada en el grupo B con Nicaragua y Panamá, donde obtuvieron los resultados de victoria 3-0 y de empate 2-2. Con esto, el país afianzó el primer lugar de la tabla y el avance hacia la final. En esta última instancia enfrentaron a Guatemala, y el marcador de 1-2 favoreció en la consecución del octavo título. Además de un cupo para la Copa América Centenario de 2016. Once meses después, específicamente en agosto de 2015, Óscar Ramírez asumió el cargo de entrenador del equipo absoluto.

### Copa Centroamericana 2014

#### Primera fase - Grupo B
| Equipo     | Pts | PJ | PG | PE | PP | GF | GC | DIF |
| ---------- | --- | -- | -- | -- | -- | -- | -- | --- |
| Costa Rica | 4   | 2  | 1  | 1  | 0  | 5  | 2  | +3  |
| Panamá     | 4   | 2  | 1  | 1  | 0  | 4  | 2  | +2  |
| Nicaragua  | 0   | 2  | 0  | 0  | 2  | 0  | 5  | -5  |

| Fecha 1; 3 de septiembre de 2014, 17:30 (UTC-4) | Costa Rica                                    | 3:0 (1:0) | Nicaragua | RFK Stadium, Washington D. C.                                |                                                              |
|                                                 | - Borges 39' (pen.) - Ureña 49' - Venegas 86' | Reporte   |           | Asistencia: 20.516 espectadores Árbitro(s): Héctor Rodríguez | Asistencia: 20.516 espectadores Árbitro(s): Héctor Rodríguez |

| Fecha 2; 7 de septiembre de 2014, 16:00 (UTC-5) | Costa Rica                        | 2:2 (0:0) | Panamá                  | Cotton Bowl Stadium, Dallas                              |                                                          |
|                                                 | - Venegas 81' - Borges 87' (pen.) | Reporte   | - Pérez 51' - Nurse 71' | Asistencia: 20.156 espectadores Árbitro(s): Joel Aguilar | Asistencia: 20.156 espectadores Árbitro(s): Joel Aguilar |

#### Final
| Final - Partido único; 13 de septiembre de 2014, 21:00 (UTC-7) | Guatemala         | 1:2 (1:1) | Costa Rica              | L.A. Memorial Coliseum, Los Ángeles                        |                                                            |
|                                                                | - Ruiz 25' (pen.) | Reporte   | - Ruiz 29' - Bustos 56' | Asistencia: 41.969 espectadores Árbitro(s): Roberto Moreno | Asistencia: 41.969 espectadores Árbitro(s): Roberto Moreno |

## Preparación

### Amistosos previos
| Amistoso; 27 de mayo de 2016, 20:00 (UTC-6) | Costa Rica                   | 2:1 (1:1) | Venezuela    | Estadio Nacional, San José                                   |                                                              |
|                                             | - Gamboa 40' - Rodríguez 49' | Reporte   | - Rondón 29' | Asistencia: 22.000 espectadores Árbitro(s): Melvin Matamoros | Asistencia: 22.000 espectadores Árbitro(s): Melvin Matamoros |

## Jugadores
El 2 de mayo de 2016, el entrenador Óscar Ramírez dio la lista preliminar de 40 jugadores convocados para la competencia. Dos semanas después, confirmó la nómina definitiva de 23 futbolistas. Ramírez se vio obligado a reemplazar a Keylor Navas, Esteban Alvarado y Ariel Rodríguez por lesión.
| #          | Nombre                 | Nombre en camiseta | Posición       | Edad          | Partidos      | Goles         | Equipo                      |
| ---------- | ---------------------- | ------------------ | -------------- | ------------- | ------------- | ------------- | --------------------------- |
| 1          | Danny Carvajal         | D. CARVAJAL        | Portero        | 27            | 0             | 0             | Deportivo Saprissa          |
| 2          | Johnny Acosta          | J. ACOSTA          | Defensa        | 32            | 44            | 2             | L.D. Alajuelense            |
| 3          | Francisco Calvo        | F. CALVO           | Defensa        | 23            | 13            | 0             | Deportivo Saprissa          |
| 4          | Michael Umaña          | M. UMAÑA           | Defensa        | 33            | 91            | 1             | Persépolis F.C.             |
| 5          | Celso Borges           | C. BORGES          | Centrocampista | 28            | 91            | 19            | R.C. Deportivo de La Coruña |
| 6          | Óscar Duarte           | O. DUARTE          | Defensa        | 27            | 29            | 2             | R.C.D. Espanyol             |
| 7          | Christian Bolaños      | C. BOLAÑOS         | Centrocampista | 32            | 61            | 2             | Vancouver Whitecaps         |
| 8          | Bryan Oviedo           | B. OVIEDO          | Defensa        | 26            | 28            | 1             | Everton F.C.                |
| 9          | Álvaro Saborío         | A. SABORIO         | Delantero      | 34            | 104           | 31            | D.C. United                 |
| 10         | Bryan Ruiz             | BRYAN              | Centrocampista | 30            | 84            | 20            | Sporting Clube de Portugal  |
| 11         | Johan Venegas          | J. VENEGAS         | Centrocampista | 27            | 23            | 5             | Montreal Impact             |
| 12         | Joel Campbell          | J. CAMPBELL        | Delantero      | 23            | 61            | 11            | Arsenal F.C.                |
| 13         | Óscar Esteban Granados | O. GRANADOS        | Centrocampista | 30            | 13            | 0             | C.S. Herediano              |
| 14         | Randall Azofeifa       | R. AZOFEIFA        | Centrocampista | 31            | 38            | 1             | C.S. Herediano              |
| 15         | José Salvatierra       | J. SALVATIERRA     | Defensa        | 26            | 27            | 0             | L.D. Alajuelense            |
| 16         | Cristian Gamboa        | C. GAMBOA          | Defensa        | 26            | 48            | 3             | West Bromwich Albion F.C.   |
| 17         | Yeltsin Tejeda         | Y. TEJEDA          | Centrocampista | 24            | 35            | 0             | Evian Thonon Gaillard F.C.  |
| 18         | Patrick Pemberton      | P. PEMBERTON       | Portero        | 34            | 28            | 0             | L.D. Alajuelense            |
| 19         | Kendall Waston         | K. WASTON          | Defensa        | 28            | 9             | 1             | Vancouver Whitecaps         |
| 20         | Johnny Woodly          | J. WOODLY          | Delantero      | 35            | 0             | 0             | L.D. Alajuelense            |
| 21         | Marco Ureña            | M. UREÑA           | Delantero      | 26            | 40            | 10            | F.C. Midtjylland            |
| 22         | Ronald Matarrita       | R. MATARRITA       | Defensa        | 21            | 9             | 0             | New York City F.C.          |
| 23         | Leonel Moreira         | L. MOREIRA         | Portero        | 26            | 6             | 0             | C.S. Herediano              |
| Entrenador | Óscar Ramírez          | Óscar Ramírez      | Óscar Ramírez  | Óscar Ramírez | Óscar Ramírez | Óscar Ramírez | Óscar Ramírez               |

## Participación
Los costarricenses partieron del país el 29 de mayo para arribar a territorio estadounidense, con el objetivo de protagonizar una buena competencia después de lo ocurrido en el Mundial de 2014.
El 4 de junio se llevó a cabo el primer juego del torneo contra Paraguay, en el Estadio Citrus Bowl de Orlando. Óscar Ramírez empleó su táctica tradicional de 5-4-1, pero ambas escuadras mostraron esquemas defensivos, lo que influyó considerablemente en el desarrollo del partido. El resultado terminó en igualdad sin anotaciones. Tres días después, la Sele tuvo la peor derrota en el Soldier Field de Chicago; el cotejo se realizó contra los Estados Unidos y los errores en la zona defensiva pesaron para que el marcador terminara 4-0. El 11 de junio se desarrolló el último juego de la fase de grupos, en el que Costa Rica hizo frente a Colombia en el Estadio NRG de Houston. El volante Johan Venegas marcó el primer gol de la competencia para los costarricenses al minuto 1', pero poco después los colombianos empataron las cifras en el marcador. Más tarde, Venegas provocó la anotación en propia meta de Frank Fabra y, en el segundo tiempo, Celso Borges amplió para el 1-3. Sin embargo, el rival descontó y el resultado final fue de victoria 2-3. Con esto, los Ticos se ubicaron en el tercer puesto con 4 puntos, quedando eliminados.

### Grupo A
| Selección      | Pts. | PJ | PG | PE | PP | GF | GC | Dif |
| -------------- | ---- | -- | -- | -- | -- | -- | -- | --- |
| Estados Unidos | 6    | 3  | 2  | 0  | 1  | 5  | 2  | 3   |
| Colombia       | 6    | 3  | 2  | 0  | 1  | 6  | 4  | 2   |
| Costa Rica     | 4    | 3  | 1  | 1  | 1  | 3  | 6  | -3  |
| Paraguay       | 1    | 3  | 0  | 1  | 2  | 1  | 3  | -2  |

| Jornada 1; 4 de junio de 2016, 17:00 (UTC-4) | Costa Rica | 0:0 (0:0) | Paraguay | Estadio Citrus Bowl, Orlando                                 |                                                              |
|                                              |            | Reporte   |          | Asistencia: 14.334 espectadores Árbitro(s): Patricio Loustau | Asistencia: 14.334 espectadores Árbitro(s): Patricio Loustau |

| Jornada 2; 7 de junio de 2016, 19:00 (UTC-5) | Estados Unidos                                 | 4:0 (3:0) | Costa Rica | Soldier Field, Chicago                                     |                                                            |
|                                              | - Dempsey 9' - Jones 37' - Wood 42' - Zusi 87' | Reporte   |            | Asistencia: 39.642 espectadores Árbitro(s): Roddy Zambrano | Asistencia: 39.642 espectadores Árbitro(s): Roddy Zambrano |

| Jornada 3; 11 de junio de 2016, 20:00 (UTC-5) | Colombia                | 2:3 (1:2) | Costa Rica                                   | Estadio NRG, Houston                                    |                                                         |
|                                               | - Fabra 7' - Moreno 73' | Reporte   | - Venegas 1' - Fabra 35' (a.g.) - Borges 58' | Asistencia: 45.808 espectadores Árbitro(s): José Argote | Asistencia: 45.808 espectadores Árbitro(s): José Argote |

### Esquemas tácticos
| Costa Rica - Paraguay | Estados Unidos - Costa Rica | Colombia - Costa Rica |
| --------------------- | --------------------------- | --------------------- |
|                       |                             |                       |